# Agustín Nicolás Tijerino y Loáisiga
Agustín Nicolás Tijerino y Loásiga (León, 10 de julio de 1881 – 28 de marzo de 1945) fue un sacerdote católico nicaragüense, obispo de la Diócesis de León en Nicaragua de 1921 a 1945.

## Biografía
Nacido en León en 1881, fue ordenado sacerdote el 22 de abril de 1905, en la Catedral de León, por obispo de la entonces Diócesis de Nicaragua, monseñor Simeón Pereira y Castellón. A la muerte de este último, ocurrida el 8 de abril de 1921, Fue electo obispo de la diócesis de León el 21 de noviembre de 1921 y ordenado el 23 de abril de 1922 el consagrante principal fue el Arzobispo de Managua monseñor José Antonio Lezcano y Ortega, y como co-consagrantes monseñor Canuto José Reyes y Balladares obispo de Granada.
Falleció a la edad de 63 años el 28 de marzo de 1945 y fue sepultado en la Catedral de León. Le sucedió monseñor Isidro Augusto Oviedo y Reyes que hasta entonces era obispo de la Diócesis de Matagalpa.